# چانگ کی-چول
چانگ کی-چول (انگلیسی: Chang Kyou-chul; ۱۹ ژوئن ۱۹۴۶ – ۱۹ آوریل ۲۰۰۰) ورزشکار بوکس اهل کره جنوبی بود.
وی در مسابقات کشوری و بین‌المللی در مجموع برندهٔ ۲ مدال طلا، ۱ مدال برنز شده‌است.